# Machaneng
Machaneng è un villaggio del Botswana situato nel distretto Centrale, sottodistretto di Mahalapye. Il villaggio, secondo il censimento del 2011, conta 2.537 abitanti.

## Località
Nel territorio del villaggio sono presenti le seguenti 4 località:
- Machaneng Lands di 5 abitanti,
- Matebejana di 5 abitanti,
- Motswerekgomo di 43 abitanti,
- Thokolo di 63 abitanti